# Владо Ђорески
Владо Ђорески - Рафик (21. април 1958, Битољ) је је македонски и словеначки уметник, графичар, сценограф и дизајнер позоришних плаката.

## Биографија
Завршио је гимназију у Битољу и дипломирао на Филозофском факултету, Одељење за историју уметности 1981. године. Студирао је на Међународном центру за графичке уметности у Љубљани, Словенија,,,,. Године 1980, почео је да волонтира и 1981. запошљава се као сликар-уметник у Народном позоришту Битољ. Године 1982. постао је кустос савремене уметности у Заводу, музеју и галерији у Битољу.
Своју прву самосталну изложбу имао је 1981. године и од тада постојано излаже, самостално и колективно, у земљи и иностранству. У области ликовне критике је присутан, пре свега, у области графике, не занемарујући остале њене делове. Његова уметничка афирмација показује се и у међународне оквире - као члан жирија, као селектор, и ангажману за стручне консултације:
Члан је међународног жирија Графичког бијенала у Варни, Бугарска.
Био је члан Међународног жирија у Галерији светског цртежа у Скопљу, Македонија.
Био је селектор македонских аутора представника земље и презентер збирке Међународног графичког тријенала - Битољ на Графичком тријеналу у Шамалијеру (Chamalières), Француска На овом тријенала он такође представља уметнике из других земаља.
Стручна консултација и учешће у организовању 2 Међународног графичког бијенала у Чачку, Србија, 2014.

## Уметнички рад
Владо Ђорески је уметнички директор Међународног графичког тријенала у Битољу, Северна Македонија,,  а запослен је као кустос за савремену уметност у националној установи “Завод и музеј – Битољ”.

## Галерија
Као сликар и графичар имао је своје самосталне изложбе, a учествовао је и на бројним групним изложбама у земљи и иностранству.
У периоду од 2016. до 2020. учествовао је на више од стотину уметничких изложби  у многим земљама широм света:
Словенија,,,
Хрватска, 
Француска,
Енглеска,
Италија, 
Мексико, 
Пољска - Графички тријенале Краков,, Бијенале минијатурних графика Лођ,,
Русија,
Јапан,
Молдавија,
Мађарска,
Аустралија,
Турска,
Бразил,
Аргентина,
Србија,
Јерменија,
Румунија...
 
- Друга међународна изложба "Мали графички формат 13x18 - Дигитална дијалог - радионица", 2014/2015, Коњских, Радомиу, Кјелце, Буску-Здроју, Пољска[36]
- Остен музеј цртежа - Владо Ђорески - Рафик[37]
- Музеј графике, Пиза (са Паолом Чампинијем) (Pisa, Museo de la grafica, Italy, et Paolo Ciampini)[38]
- 9 Светско тријенале графике, 2014 Шамалијер, Француска (9 Trienniale Mondiale de petit format Chamalières, France, 2014)[39]
- Трибина графике. Музеј уметности Клуж (Tribuna Graphic, 2014, Museum of Art Cluj)[40]
- Ватра, вода, земља, 2014, Шумен, Бугарска[41]
- Ватра, вода, земља, 2013, Гурен, Француска[42]
- Седмо међународно графичко тријенале Битољ, 2012[43]
- Међународни уметнички пројекти, 2012, Шумен, Бугарска[44]
- Шесто међународно графичко тријенале Битољ, 2009[45]
- Светска галерија уметности на папиру - Остен, 2009[46]
- Четврто међународно графичко тријенале Битољ, 2003 (група Сибелиус)[47]
- Друго међународно бијенале мале графике, 2003, Тетово (група Сибелијус)[48]
- Самостална изложба, Прилеп, 2002, 37 МПФ „Војдан Чернодрински“[49]
- Самостална изложба, Скопје, 2001, Младо отворено позориште
- Ла Белон, Брисел, 2000 (La Bellone, Bruxelles, 2000)
- Графичка уметност, Дебрецен, 2000 (Grafikusmuveszek, Debrecen, Hungary, 2000)
- Графичко бијенале, Сеул, 2000 (Print Biennial, Seul, 2000, 12)
- Треће међународно графичко тријенале Битољ, 2000 (група Сибелијус)[50]
- Треће међународно графичко тријенале Битољ, 2000 (Владо – Миса анђела)[51]
- Хуманитарна изложба Балканске графике и цртежа, Суботица и Нови Сад, 1999[52]
- Норвешко међународно графичко тријенале, Фредрикстад, 1997 (Norwegian international print triennale, Fredrikstad,1997)
- Самостална изложба, Битољ, 1981[53]

Владо Ђорески је дуги низ година присутан на позоришној сцени и његове сценографије освојиле су бројне награде и позитивне критике.
Његове сценографије су присутне у многим позориштима у Македонији и иностранству.
Драмско позориште Скопље
- Хамлет (1997 и 2012)[58][59]
- Јона Даб[60]
- Сва лица Петрета Андрејевског[61]
- Архелаос или Еурипид се враћа кући[62]

Турско позориште Скопље
- Ромео и Јулија[63]
- Гилгамеш[64]
- Тартиф[65]
- И ја сам Орхан[66]

Македонско позориште Скопље
- Делиријум за двоје[67]
- Живот је сан[68]

Народно позориште Струмица
- Досије Стриндберг[69]
- Задњи дан Мисиркова[70]

Народно позориште Прилеп
- Роберто Зуко[71]
- Пуковник птица
- Жена за пуковника[72]
- Светионик[73]
- Јадни живот[74]

Народно позориште Битољ
- Браћа Карамазови[75]
- Мајстор и Маргарита[57]
- Подземна република[76]
- Бегалка
- Дом Бернарде Албе
- Notre femme de Paris[77]

Родопско драмско позориште „Николај Хајтов“ (Родопски драматичен театър „Николай Хайтов“), Смољан
- М м ј.... ко први поче

Градско позориште „Марин Држић“ (Gradsko kazalište Marina Držića), Дубровник
- Браћа Карамазови[78]

### Ликовна критика
Његови критички есеји крећу од локалног, битољског ликовног миљеа и кроз Балканске просторе протежу се широм света.
- Агата Герчен (Agatha Gertchen), Пољска[79][80][81]
- Димитар Кочевски – Мићо[82]
- Ђурић - Џамоња[83]
- Леонардо Готлиб, Аргентина[84]
- Марк Фризинг (Marc Frising), Белгија[85][86]
- Морис Пастернак (Maurice Pasternak), Белгија[87]
- Паоло Чампини (Paolo Ciampini), Италија[88]
- Свето Манев[89][90]
- Слободан Јевтић, Француска[91]
- Татјана Манева[92]

### Дизајн позоришних плаката
Владо Ђорески је аутор бројних позоришних плаката за који је добио бројне награде и признања. Он је израдио плакате за позоришне представе:
- "Мајстор и Маргарита“- Булгаков, Народно позориште Битољ,
- "Опера за три гроша“ - Брехт, Народно позориште Прилеп,
- "Дон Кихот“ – Сервантес, Народно позориште Штип,
- "Полицајци“ - Мрожек, Народно позориште Охрид,
- "Браћа Карамазови“ – Достојевски, Градско позориште „Марин Држић“ Дубровник, Хрватска,
- "М м ј.... ко први поче“ - Дуковски, Родопско позориште Смољан, Р. Бугарска, итд.

### Оригинални пројекти
- Јеванђеље по сенкама (са Владом Цветановским) - Народно позориште Битољ[93][94]
- И ја сам Орхан (према делима Орхана Памука) – Турско позориште Скопље[95]
- Досије Стриндберг – Народно позориште „Антон Панов“ – Струмица[96][97]
- Драматизација и адаптација Плевнешовог дела "Осмо светско чудо" - Народно позориште Битољ[98]

## Награде
Добитник је бројних награда за сценографију и дизајн позоришних плаката:
- Македонски позоришни фестивал „Војдан Чернодрински“ Прилеп, 2012 – Награда за најбољи промотивни материјал за представу „Полицајац“ (Охридско позориште)[99]
- Македонски позоришни фестивал „Војдан Чернодрински“ Прилеп, 2011 – Награда за најбољи промотивни материјал за представу „Хамлет“ (Драмско позориште Скопље)[100]
- Македонски позоришни фестивал „Војдан Чернодрински“ Прилеп, 2010 – Награда за најбољи промотивни материјал за представу „Браћа Карамазови“ (Народно позориште Битољ)[101]
- Македонски позоришни фестивал „Војдан Чернодрински“ Прилеп, 2009 – Награда за најбољи промотивни материјал за представу „Задњи дан Мисиркова“ (Народно позориште „Антон Панов“ - Струмица)[102]
- Македонски позоришни фестивал „Војдан Чернодрински“ Прилеп, 2008 – Награда за најбољи промотивни материјал за представу „Бегалка“ (Народно позориште Штип)[103]
- Македонски позоришни фестивал „Војдан Чернодрински“ Прилеп, 2008 – Награда за најбољу сценографију за представу „Бегалка“ (Народно позориште Штип)[103]
- Македонски позоришни фестивал „Војдан Чернодрински“ Прилеп, 2007 – Награда за најбољи промотивни материјал за представу „Тартиф“ (Народно позориште Штип)[104]
- Македонски позоришни фестивал „Војдан Чернодрински“ Прилеп, 2006 – Награда за сценографију за представу „Роберто Зуко“ (Народно позориште „Војдан Чернодрински“ - Прилеп)[105]
- Македонски позоришни фестивал „Војдан Чернодрински“ Прилеп, 2003 – Награда за најбољи промотивни материјал за представу „На дну“, (Народно позориште Битољ)[106]
- Македонски позоришни фестивал „Војдан Чернодрински“ Прилеп, 1998 – Награда за сценографију за представу „Пуковник птица“ (Народно позориште Прилеп)[107]
- Македонски позоришни фестивал „Војдан Чернодрински“ Прилеп, 1998 – Награда за најбољи промотивни материјал за представу „Пуковник птица“ (Народно позориште Прилеп)[107]
- Македонски позоришни фестивал „Војдан Чернодрински“ Прилеп, 1996 – Награда за сценографију за представу „Мајстор и Маргарита“ (Народно позориште Битољ)[107]
- Македонски позоришни фестивал „Војдан Чернодрински“ Прилеп, 1994 – Награда за сценографију за представу „Notre femme de Paris“ (Народно позориште Битољ)[107]
- Македонски позоришни фестивал „Војдан Чернодрински“ Прилеп, 1991 – Награда за сценографију за представу „Подземна република“ (Народно позориште Битољ)[107]
- Награда - Премија Бијенале савремене међународне графичке уметности Молдавија

.
- Награда - Премија на Међународном графичком бијеналу у Букурешту, Румунија[109].